# 美女廚房 (第三輯)
《美女廚房》（英語：Cooking Beauties）是香港電視廣播有限公司拍攝製作的烹飪遊戲節目。本節目作為《美女廚房》系列第3輯，由林俊文及陳旭亮監製，並由蕭正楠、林盛斌及張振朗主持。該節目為TVB Amazing Summer推介綜藝節目之一，最後2集為無綫電視51週年「台慶獻禮」之一。

## 主持
- 蕭正楠
- 林盛斌（缺席第16集）
- 張振朗（參與主持至第17集，缺席第5、10集半）[2]

## 比賽方式
本輯三個廚房的命名分別為「舐舐脷廚房（Yummy Kitchen）」、「甜蜜蜜廚房（Honey Kitchen）」及「涼浸浸廚房（Juicy Kitchen）」。
比賽方式與前兩輯基本相似，唯一不同的是比賽一開始除三位主持外，其他男嘉賓並不知道三位／組參賽者的真身，只能夠透過主持人給予的提示去猜是哪一位藝人。然後在參賽者烹調菜式的過程中與主持及嘉賓交談，嘉賓可在交談過程中猜出該廚房所屬的參賽者，不過參賽者會戴上變聲器。第5集起觀眾可率先知道三位／組參賽者其中一位/組的真身，稱為「觀眾福利」。三位／組參賽者的真身會在「指定菜式」完成前公開。
比賽分兩個回合進行，第一個回合各參賽者要準備「指定菜式」，比賽前會由美女廚師（俗稱師傅）示範，唯參賽者只會聽過菜名及幾十秒的流程簡介，並無問答環節。第二回合是「自選菜式」，但一定要包含一種指定材料。每個菜式都會由三位主持、由男嘉賓和大廚師傅評分，最高10分，最低-10分，兩回合合計最高可得到120分。

## 參賽者／嘉賓
| 集數 | 參賽者                                               | 嘉賓評判 | 播映日期   | 錄影日期   |
| 1    | 陳凱琳、黃心穎、龔嘉欣                               | 洪永城、農 夫、Justin師傅 | 2018.06.02 | 2018.05.16 |
| 2    | 劉佩玥、高海寧、JW王灝兒                             | 曹永廉、黃浩然、Justin師傅 | 2018.06.09 | 2018.06.04 |
| 3    | 王敏奕、胡定欣、李施嬅                               | 李家鼎、陳山聰、歐陽偉豪、陸浩明 | 2018.06.16 | 2018.06.07 |
| 4    | 麥美恩*、黃智雯、HANA菊梓喬                          | 王浩信、伍允龍、何遠東、Justin師傅 | 2018.06.23 | 2018.06.10 |
| 5    | 馮盈盈、吳若希*、麥明詩                              | 阮兆祥、陳展鵬、胡鴻鈞、Jacques師傅 | 2018.06.30 | 2018.06.19 |
| 6    | 湯洛雯、倪晨曦、衛 蘭、衛 詩、呂慧儀*、蘇韻姿*       | 單立文、金 剛、梁競徽、Jacques師傅 | 2018.07.07 | 2018.06.25 |
| 7    | 顏卓靈、王君馨*、譚凱琪                              | 方中信、李璨琛、唐文龍、Jacques師傅 | 2018.07.14 | 2018.07.04 |
| 8    | 蘇麗珊、蔡思貝、賴慰玲*                              | 陳 豪、森 美、余德丞、Justin師傅 | 2018.07.21 | 2018.07.06 |
| 9    | 糖 妹、朱晨麗、蝦 頭*                                | 黎諾懿、鄭俊弘、何廣沛、Jacques師傅 | 2018.07.28 | 2018.07.07 |
| 10   | 鄧佩儀*、陳敏之、張秀文                              | 陳奐仁、楊潮凱、謝東閔、Jacques師傅 | 2018.08.04 | 2018.07.26 |
| 11   | 江嘉敏*、劉穎鏇*、朱千雪、岑杏賢、傅嘉莉、沈卓盈     | 黎耀祥、曹永廉、黃浩然、Jacque師傅 | 2018.08.11 | 2018.08.03 |
| 12   | 張寶兒、 黃翠如*、梁嘉琪                             | 黃宗澤、吳卓羲、Jacques師傅 | 2018.08.18 | 2018.08.05 |
| 13   | 何雁詩、王菀之*、陳庭欣                              | 張敬軒、洪卓立、林德信、Jacques師傅 | 2018.10.13 | 2018.08.07 |
| 14   | 張曦雯、湯盈盈、連詩雅*                              | 孫耀威、關楚耀、胡諾言、Jacques師傅 | 2018.10.20 | 2018.08.15 |
| 15   | 陳嘉桓、關心妍、鄭希怡*                              | 草 蜢、Jacques師傅 | 2018.10.27 | 2018.09.05 |
| 16   | 衛詩雅、鄧紫棋*、鍾舒漫                              | 谷德昭、陳家樂、吳業坤、Oreo師傅 | 2018.11.03 | 2018.09.11 |
| 17   | 許靖韻、曾樂彤、姚子羚*、胡蓓蔚*、蔚雨芯、鄺潔楹     | 洪天明、譚俊彥、張頴康、Oreo師傅 | 2018.11.10 | 2018.09.20 |
| 18   | 美女學徒 - 伍樂怡、洛 兒、黃碧蓮、余潔、邱 晴、郭 思 | 李家鼎（第一回合評判）、薛家燕、黃智賢、陳 煒、杜如風、Justin師傅 嘉賓試食團（非評判）：林正峰、孔德賢、馬景華、劉子碩、曾展望、杜穎珊、黃凱儀、羅詠怡、周程宇、陳雪聰、李寶君、李寶珊 | 2018.11.17 | 2018.09.14 |
| 19   | 蘇麗珊、馮盈盈、JW王灝兒                             | 陳百祥、詹瑞文、Jacques師傅 | 2018.11.24 | 2018.10.01 |
| 20   | 張曦雯、麥美恩、黃智雯、麥明詩、龔嘉欣、蝦 頭        | 林文龍、袁偉豪、Jacques師傅、余潔瀅（僅第二回合） | 2018.12.01 | 2018.10.14 |

## 廚師

### 美女廚師
每集均會請來不同菜系廚師作嘉賓，負責在「指定菜式」環節中示範烹調指定菜式。與前兩輯不同的是，今輯不會設有廚師解答烹調過程的環節。

### 大廚師傅
大廚師傅在「指定菜式」和「自選菜式」兩個環節中擔任評判，為節目中最專業的評判，其給予分數佔總分六分之一。

- 本輯節目主要邀請之三位評審的大廚：[3]
  - Justin師傅（陳希裕）
  - Jacques師傅（Jacques Kagi、祈積奇、綽號：秋生哥）
  - Oreo師傅（湛錦鈿）

## 型男助手
1. 陳諾忠（Matthew）
2. 鄧嘉傑（Simon）

- 本輯首次加入型男助手處理以前「美味天使」的工作，主要負責迎接嘉賓出場、分派食物及在自選菜式環節時介紹擺放於市場內配料食材。

## 美女學徒
| 編號 | 美女學徒          | 缺席集數                        | 備註       |
| 1    | 伍樂怡（Kelly）   | 第12集                          |            |
| 2    | 洛兒（Lokyii）    | 第15-16集                       |            |
| 3    | 王卓淇（Erin）    | 第4集起                         | 已調往拍劇 |
| 4    | 單文柔（Phoebe）  | 第3、11、13-14、16-20集         |            |
| 5    | 梁凱程（Natalie） | 第3、12、14-20集                |            |
| 6    | 黃碧蓮（Linna）   | 第11、12集                      |            |
| 7    | 陳詩欣（Eunice）  | 第1、5、10、14-15、17、19集     |            |
| 8    | 鍾晴（Karlie）    | 第8、9、12、17集                |            |
| 9    | 桂儀（Abbie）     | 第2、4、10、11、14、16-17、19集 |            |
| 10   | 陳紫芊（Elsie）   | 第15-16集                       |            |
| 11   | 魏芝（Joyce）     | 第1、5、6、10、17集             |            |
| 12   | 余潔瀅（Zoe）     |                                 |            |
| 13   | 阮嘉敏（Mandy）   | 第15、17、19集                  |            |
| 14   | 吳紫韻（Purple）  | 第4集                           |            |
| 15   | 程美段（Kiwi）    | 第13集起                        | 已被退出   |
| 16   | 吳嘉麗（Rei）     | 第5、7、16集                    |            |
| 17   | 羅堃尉（Karen）   | 第13、15集                      |            |
| 18   | 邱晴（Mandy）     | 第12集                          |            |
| 19   | 郭思（Suey）      | 第2、3、13集                    |            |
| 20   | 何敏怡（Homan）   | 第4集                           |            |

- 美女學徒除了會在節目中比賽外，亦會與主持們一同演出開場時的短劇、率先試食參賽者之作品並給與評價[5]及在自選菜式時根據每集的題目分享自己想煮的菜式及原因。

### 美女學徒極速新奇料理
美女學徒會分組在限時10分鐘之內烹調極速新奇料理，然後由三位主持試吃，並按照菜式的味道、創意和組員的合拍程度評分，分數最高100分。
| 編號 | 美女學徒參賽者    | 參賽集數 | 參賽菜式                             | 總分數 |
| 1    | 伍樂怡（Kelly）   | 第1集    | 雪糕煎雞扒 仲有啲橙皮添              | 88     |
| 2    | 洛兒（Lokyii）    | 第1集    | 雪糕煎雞扒 仲有啲橙皮添              | 88     |
| 3    | 王卓淇（Erin）    | 第1集    | 雪糕煎雞扒 仲有啲橙皮添              | 88     |
| 4    | 單文柔（Phoebe）  | 第2集    | 食「果」「番」尋味炒飯               | 90     |
| 5    | 梁凱程（Natalie） | 第2集    | 食「果」「番」尋味炒飯               | 90     |
| 6    | 黃碧蓮（Linna）   | 第2集    | 食「果」「番」尋味炒飯               | 90     |
| 7    | 陳詩欣（Eunice）  | 第3集    | 軟綿綿脆BobBob蕉蕉蕉                 | 93     |
| 8    | 鍾晴（Karlie）    | 第3集    | 軟綿綿脆BobBob蕉蕉蕉                 | 93     |
| 9    | 桂儀（Abbie）     | 第3集    | 軟綿綿脆BobBob蕉蕉蕉                 | 93     |
| 10   | 陳紫芊（Elsie）   | 第4集    | 蔥蔥蔥愛心爆棚黑心冧                 | 78     |
| 11   | 魏芝（Joyce）     | 第4集    | 蔥蔥蔥愛心爆棚黑心冧                 | 78     |
| 12   | 余潔瀅（Zoe）     | 第4集    | 蔥蔥蔥愛心爆棚黑心冧                 | 78     |
| 13   | 阮嘉敏（Mandy）   | 第5集    | 一啖生蠔一啖蕉                       | 80     |
| 14   | 吳紫韻（Purple）  | 第5集    | 一啖生蠔一啖蕉                       | 80     |
| 15   | 程美段（Kiwi）    | 第5集    | 一啖生蠔一啖蕉                       | 80     |
| 16   | 吳嘉麗（Rei）     | 第6集    | 一念天堂 一念地獄                    | 78     |
| 17   | 羅堃尉（Karen）   | 第6集    | 一念天堂 一念地獄                    | 78     |
| 18   | 邱晴（Mandy）     | 第6集    | 一念天堂 一念地獄                    | 78     |
| 19   | 郭思（Suey）      | 第7集    | 叮！奇異雞翼 撈乜都掂 （單文柔協助） | 75     |
| 20   | 何敏怡（Homan）   | 第7集    | 叮！奇異雞翼 撈乜都掂 （單文柔協助） | 75     |

### 美女學徒極速升呢料理
根據該星期美女學徒們在big big fun及big big channel內的投票結果，當中獲得最多票數最高的兩位美女學徒參與該集比賽。
兩位美女學徒需在限時之內完成她們的菜式，再由主持試吃按照味道和創意決定勝負，勝出的學徒於該集升級可在自選菜式回合和評判一起試吃和評分。
| 編號 | 美女參賽者        | 參賽集數 | 參賽菜式       | 勝出 |
| 1    | 伍樂怡（Kelly）   | 第8集    | 秋葵大阪燒     | ✔    |
| 7    | 陳詩欣（Eunice）  | 第8集    | 納豆煎蛋卷     |      |
| 4    | 單文柔（Phoebe）  | 第9集    | 泰式炸榴槤     |      |
| 2    | 洛兒（Lokyii）    | 第9集    | 臭豆腐餃子     | ✔    |
| 6    | 黃碧蓮（Linna）   | 第10集   | 藍芝士炸豬扒   | ✔    |
| 5    | 梁凱程（Natalie） | 第10集   | 芫茜Pancake    |      |
| 8    | 鍾晴（Karlie）    | 第11集   | 韭菜沙冰       | ✔    |
| 1    | 伍樂怡（Kelly）   | 第11集   | 苦瓜紫薯圈     |      |
| 7    | 陳詩欣（Eunice）  | 第12集   | 鹹酸菜沙律       |      |
| 11   | 魏芝（Joyce）     | 第12集   | 腐乳西多士     | ✔    |
| 9    | 桂儀（Abbie）     | 第13集   | 小麥草汁蕎麥麵 |      |
| 18   | 邱晴（Mandy）     | 第13集   | 花花鹹魚壽司   | ✔    |
| 19   | 郭思（Suey）      | 第14集   | 蜆蚧可麗餅     | ✔    |
| 13   | 阮嘉敏（Mandy）   | 第14集   | 百香果鳳爪     |      |
| 12   | 余潔瀅（Zoe）     | 第15集   | 乳酪炸春卷     | ✔    |
| 4    | 單文柔（Phoebe）  | 第15集   | 黑蒜燕麥餅     |      |
| 1    | 伍樂怡（Kelly）   | 第16集   | 番石榴炒年糕   |      |
| 8    | 鍾晴（Karlie）    | 第16集   | 清酒鹹金桔煮蜆 | ✔    |
| 14   | 吳紫韻（Purple）  | 第17集   | 棉花糖牛舌     | ✔    |
| 2    | 洛兒（Lokyii）    | 第17集   | 蝦膏格仔餅     |      |

### 美女學徒畢業試（第18集）
一眾美女學徒透過比賽選出美女學徒榮譽生。她們需要經過三個回合的廚藝考驗，在第一回合選出六位美女學徒進入第二回合，當中最高分的三位躋身最後一個回合比賽，勝出者可獲得獎牌和港幣二萬元支票。

#### 第一回合
一眾美女學徒製作刀削麵，由嘉賓評判李家鼎選出六位表現較佳的學徒後，加上美女學徒排行榜的成績，排名首六位的學徒即可晉級下一回合。
嘉賓評判選出的美女學徒︰黃碧蓮（Linna）、余潔瀅（Zoe）、洛兒（Lokyii）、羅堃尉（Karen）、伍樂怡（Kelly）、郭思（Suey）
成功出線的美女學徒︰ 伍樂怡（Kelly）、郭思（Suey）、黃碧蓮（Linna）、邱晴（Mandy）、余潔瀅（Zoe）、洛兒（Lokyii）

#### 第二回合
六位入圍的美女學徒聽過菜名及幾十秒的流程簡介後，隨即準備指定菜式「香煎雞肉卷配洋蔥黑醋汁」，並由嘉賓評判薛家燕、黃智賢、陳煒、杜如風、Justin師傅，以及主持蕭正楠、林盛斌試食和評分。另外，未能晉級的美女學徒則與《#後生仔傾偈》部分「後生仔」（包括林正峰、孔德賢、馬景華、劉子碩、曾展望、杜穎珊、黃凱儀、羅詠怡、周程宇、陳雪聰、李寶君及李寶珊）組成試食團。
| 所屬廚房   | 美女學徒 | 指定菜式               | 指定菜式     | 分數 |
| 所屬廚房   | 美女學徒 | 指定菜式名稱           | 示範美女廚師 | 分數 |
| 舐舐脷廚房 | 洛 兒    | 香煎雞肉卷配洋蔥黑醋汁 | Esther師傅   | 31   |
| 舐舐脷廚房 | 黃碧蓮   | 香煎雞肉卷配洋蔥黑醋汁 | Esther師傅   | 5    |
| 甜蜜蜜廚房 | 伍樂怡   | 香煎雞肉卷配洋蔥黑醋汁 | Esther師傅   | 60   |
| 甜蜜蜜廚房 | 余潔瀅   | 香煎雞肉卷配洋蔥黑醋汁 | Esther師傅   | 65   |
| 涼浸浸廚房 | 郭 思    | 香煎雞肉卷配洋蔥黑醋汁 | Esther師傅   | 25   |
| 涼浸浸廚房 | 邱 晴    | 香煎雞肉卷配洋蔥黑醋汁 | Esther師傅   | 38   |

成功出線的美女學徒︰ 伍樂怡（Kelly）、余潔瀅（Zoe）、邱晴（Mandy）

#### 第三回合
三位成功晉級的美女學徒在嘉賓拍擋的協助下，要以沙巴龍躉烹調「聯誼餐」，繼續由薛家燕、黃智賢、陳煒、杜如風、Justin師傅、蕭正楠及林盛斌試食和評分。未能晉級的美女學徒繼續與《#後生仔傾偈》的「後生仔」擔任試食團成員。
| 所屬廚房   | 美女學徒 | 嘉賓拍檔 | 自選菜式     | 自選菜式 | 自選菜式           | 分數 |
| 所屬廚房   | 美女學徒 | 嘉賓拍檔 | 自選菜式主題 | 材料     | 自選菜式名稱       | 分數 |
| 舐舐脷廚房 | 伍樂怡   | 郭子豪   | 聯誼餐       | 沙巴龍躉 | 讓我們的躉融在一起 | 59   |
| 甜蜜蜜廚房 | 余潔瀅   | 何廣沛   | 聯誼餐       | 沙巴龍躉 | 心有靈犀一齊啜     | 61.5 |
| 涼浸浸廚房 | 邱 晴    | 王梓軒   | 聯誼餐       | 沙巴龍躉 | 魚蛋之交           | -38  |

美女學徒榮譽生︰余潔瀅（Zoe）

## 記事
- 2018年3月20日：無綫電視在《香港國際影視展2018》內正式公佈將於2018年年中製作本節目第三輯[6]。
- 2018年4月21日：在馬鞍山新港城中心舉行「美女學徒」招募會，並宣佈節目將於同年6月首播[7]。
- 2018年4月29日：拍攝《美女廚房》片頭音樂錄像，演出者包括：李佳芯、陳凱琳、蔡思貝、黃心穎、高海寧、湯洛雯、王君馨、譚凱琪、傅嘉莉、麥明詩、鄧佩儀、張寶兒、黃美棋、蔚雨芯、王卓淇、單文柔、伍樂怡、黃碧蓮、阮嘉敏、馮盈盈、鄺潔楹、劉穎鏇、沈卓盈、簡淑兒等。
- 2018年5月27日：於馬鞍山新港城中心舉行《美女廚房》之「美女學徒 閃亮登場」。
- 2018年6月16日：由於20:00-22:00播映《明愛暖萬心》，本節目順延至22:00-23:00播映。
- 2018年8月7日：無綫電視宣佈添食6集，並為「美女學徒」換上全新制服，由原來的白色，改為紅黑色[4]。
- 2018年8月25日至10月6日：由於播映外購劇集《延禧攻略》，本節目暫停播映。
- 林盛斌因需動手術，缺席第16集錄影。
- 張振朗因拍攝劇集，在第18集起退出本節目。

## 獎項

### 萬千星輝頒獎典禮2018
| 獎項             | 單位                                            | 結果 |
| ---------------- | ----------------------------------------------- | ---- |
| 飛躍進步男藝員   | 張振朗                                          | 提名 |
| 最佳非戲劇節目   | 美女廚房                                        | 獲獎 |
| 最佳節目主持     | 蕭正楠、林盛斌、張振朗                          | 提名 |
| 最受歡迎電視歌曲 | Yummy Yummy Delicious Cutie Pie（主唱：羅明嘉） | 提名 |

## 爭議

### 殘酷虐待動物
通訊事務管理局曾接獲800宗針對《美女廚房》的投訴，主要投訴內容包括節目涉嫌殘酷虐待動物，「烹調不善」的食材遭丟棄，造成不必要浪費，白費動物的痛苦和犧牲，對兒童和青少年造成負面影響，以及屠宰動物畫面令人不安等。無綫回覆稱已收到相關意見，會轉交有關部門知悉，並會在處理食材上多加留意，又稱節目現場有熟手的師傅幫忙為參賽者處理食物，也會把吃剩食物帶走。

### 決賽資格
本輯的美女廚神及地獄廚神的決賽，在挑選參賽者時，並不是根據實質排名高低來決定；例如前兩輯是根據排行榜前三名（或倒數三名）來決定參賽者，即使參賽者未能參與節目錄影，亦只會由第四名（或倒數第四名）補上。
但是本輯美女廚神的決賽，六名參賽者當中，只有四位的排名屬於六強位置，另外兩位分別排名第8位（黃智雯）及第9位（麥明詩）。此外，位列於首十名的非TVB女藝人（包括關心妍及糖妹）均沒有參與決賽，進入決賽的都是TVB女藝人。
同樣地，地獄廚神的決賽，三名參賽者排名均不屬於倒數三甲，甚至十大以外，成績都位於中等水平（由18.9分至69分）。三人分別是倒數第12名的蘇麗珊、倒數第15名的JW王灝兒及倒數第20名的馮盈盈。對於倒數10名以內的參賽者，全沒有參與決賽，讓人質疑其選人標準，及保護旗下藝人之嫌（因倒數10名的女藝人當中，8名是TVB藝人）。